# Книга Небесної Корови

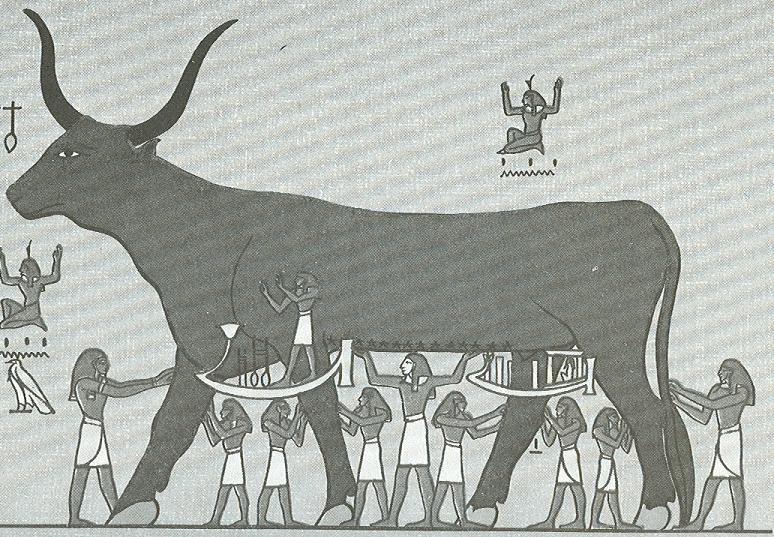
Богиня неба Нут у вигляді корови, яка підтримується вісьмома божествами Хех

Книга Небесної Корови (Книга Корови) — міфологічна розповідь про винищення людей, що повстали проти бога сонця Ра. Божественне покарання вчинено за допомогою Всевидящого Ока, яке спустилося на землю в образі богині Хатор (яка у своїй лютій іпостасі зливається з Сехмет), після чого страждання і смерть охопили весь світ. Верховний бог Ра, що створив Райські поля і благословив мертвих, призначає Геба своїм спадкоємцем і передає кермо влади людством у руки Осіріса (бог Тот в цей час керує нічним небом) спільно з богами Шу і Хехом, що підтримують богиню неба Нут. Хоча тексти були написані в період Нового царства, вони, імовірно, переписувалися з текстів, написаних у період Середнього царства.

## Походження текстів
«Книга Небесної Корови», можливо, утворилася на основі Текстів пірамід; розвитку й популярність вона набула в період Нового царства. Вочевидь, ідеєю книги була спроба пояснити причину смерті і страждань у нашому недосконалому світі. Цю роботу розглядали як своєрідну форму боговиправдання (теодіцея), а магічні тексти були гарантом сходження фараона на небеса. За своїм тематичним змістом у книзі простежується паралель з месопотамськими і біблійними легендами про всесвітній потоп, яким було знищено людство. Деякі вчені вважають, що джерелом натхнення для написання цієї роботи слугувала спроба фараона Ехнатона зруйнувати старі догмати і релігійні традиції єгиптян.
Тексти «Книги Небесної Корови» вирізані на стінах гробниць фараонів Нового царства: Тутанхамона, Сеті I, Рамсеса II, Рамсеса III і Рамсеса IV.

## Зміст
Текст розділений надвоє, на одній половині зображена корова з божествами Хех, які її підтримують. У текстовій частині немає видимих поділів на глави, однак вчені, проаналізувавши весь текст, припускають, що він розділений на чотири частини. У першій, в якій люди змовилися проти Ра, описується «Знищення людства». Порадившись з іншими богами, Ра вирішує відправити богиню Хатхор у вигляді запеклого Ока Ра, щоб та знищила заколотників, сіючи смерть у всьому світі. Зрештою, Ра жахається звірств своєї посланниці й рятує людей, які залишилися, напоївши Хатор пивом, пофарбованим речовиною «діді» під колір людської крові. Інші частини книги оповідають про повернення Ра на небеса. Його свита вмирає, щоб перебувати в підземному світі, оточуючи душі людей.

## Публікації
У 1876 році, Едуард Новіль опублікував перекладену англійською і французькою мовами версію «Книги Небесної Корови» з гробниці Сеті I, згодом, у 1885-му ним же була опублікована версія з гробниці Рамсеса III. 1881 року Генріх Бругш опублікував видання німецькою мовою. Інші переклади зробили Чарльз Мейстре в 1941 році, Александр П'янков [Архівовано 4 березня 2016 у Wayback Machine.] у 1995-му та Ерік Хорнунг у 1983 і 1991 роках.